# Менгуаль, Хемма
Хемма Менгуаль Сивиль (исп. Gemma Mengual Civil; род. 12 апреля 1977, Барселона) — испанская синхронистка, двукратный серебряный призер летних Олимпийские игр 2008 года в дуэте и группе. Чемпионка мира 2009 года, многократный призёр чемпионатов мира. В настоящее время — хореограф сборной Испании.